# La Naranja, Ocozocoautla de Espinosa
La Naranja är en ort i Mexiko.   Den ligger i kommunen Ocozocoautla de Espinosa och delstaten Chiapas, i den sydöstra delen av landet, 700 km öster om huvudstaden Mexico City. La Naranja ligger 771 meter över havet och antalet invånare är 252.
Terrängen runt La Naranja är platt åt sydväst, men åt nordost är den kuperad. Runt La Naranja är det ganska glesbefolkat, med 40 invånare per kvadratkilometer. Närmaste större samhälle är Ocozocoautla de Espinosa, 5,7 km öster om La Naranja. Omgivningarna runt La Naranja är en mosaik av jordbruksmark och naturlig växtlighet.